# Primetime-Emmy-Verleihung 2016

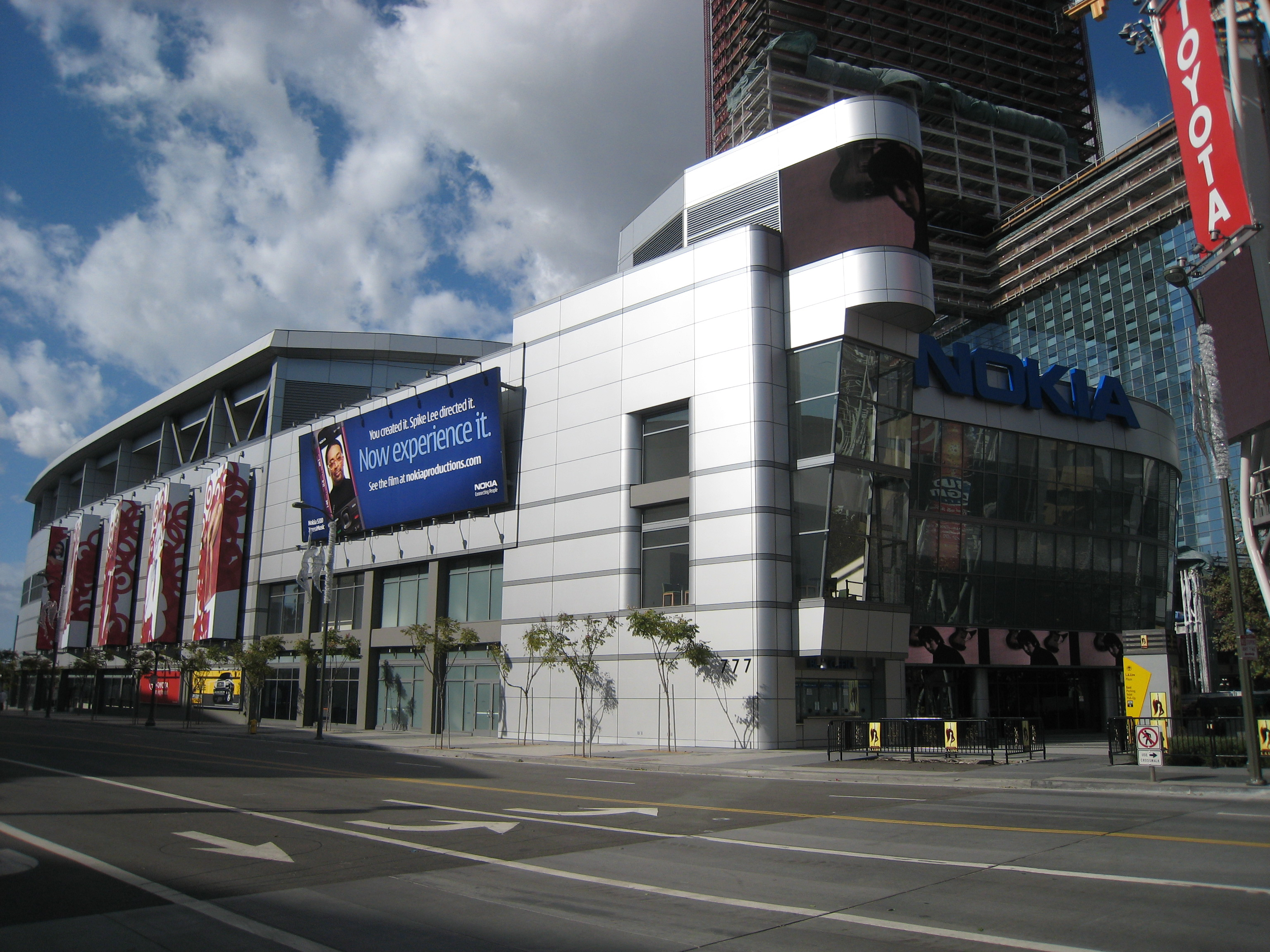
Das Microsoft Theater, Veranstaltungsort der Emmy-Verleihung 2016

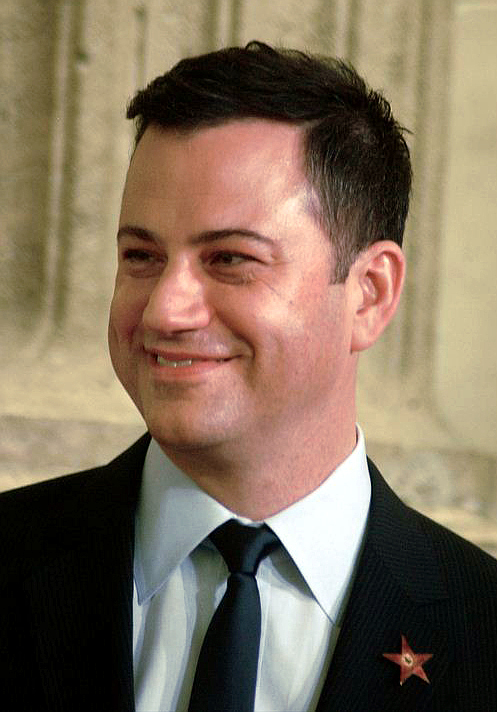
Jimmy Kimmel, Moderator der Verleihung

Die 68. Emmy-Verleihung in der Sparte Prime Time (im Original: 68th Primetime Emmy Awards) fand am 18. September 2016 im Microsoft Theater in Los Angeles (Kalifornien) statt. Die Nominierungen waren am 14. Juli 2016 von Anthony Anderson und Lauren Graham bekanntgegeben worden. Berücksichtigt wurden dabei Programme, die im Zeitraum vom 1. Juni 2015 bis zum 31. Mai 2016 ausgestrahlt wurden. In den Vereinigten Staaten wird die Preisverleihung vom Sender ABC ausgestrahlt. Der Comedian und Moderator Jimmy Kimmel moderierte die Veranstaltung.
Zuvor waren am 10. und 11. September 2016 die Creative Arts Emmy Awards vergeben worden. Sie ehren Fernsehschaffende in technischen Kategorien wie Szenenbild, Kostüme, Kamera oder Schnitt.

## Nominierungen und Gewinner
Am 14. Juli 2016 wurden von Anthony Anderson und Lauren Graham die 567 Nominierungen bekanntgegeben. Es handelte sich dabei um die größte Zahl von Nominierungen in der Geschichte der Emmy-Verleihungen, was für ein besonders kreatives Fernsehjahr sprach. Anders als bei der Oscarverleihung 2016, wo sich die Academy of Motion Picture Arts and Sciences wachsender Kritik ausgesetzt sah, weil ausschließlich weiße Schauspieler Nominierungen in den Darsteller-Kategorien erhielten, was die Forderung nach mehr Diversität zur Folge hatte, befanden sich unter den Emmy-Nominierten 18 farbige Schauspieler, viele afroamerikanische und einige offen homosexuelle. Zum ersten Mal in der 68-jährigen Geschichte der Emmy-Verleihungen waren auch in jeder der sechs Schauspiel-Kategorien People of Color nominiert. Aziz Ansari war zudem der erste indischstämmige Schauspieler, der im Rahmen der Emmy-Verleihung eine Nominierung als bester Hauptdarsteller in einer Comedyserie erhielt.
Die meisten Nominierungen (mit Einberechnung der Nominierungen bei den Creative Arts Emmy Awards) erhielt die Serie Game of Thrones (23), es folgten die Serien American Crime Story (22) und Fargo (18).

### Sparte Comedy

#### Beste Comedyserie
Veep – Die Vizepräsidentin (Veep) 
- Transparent
- Silicon Valley
- Modern Family
- Master of None
- Unbreakable Kimmy Schmidt
- Black-ish

#### Bester Hauptdarsteller in einer Comedyserie
Jeffrey Tambor – Transparent
- Anthony Anderson – Black-ish
- Aziz Ansari – Master of None
- Will Forte – The Last Man on Earth
- William H. Macy – Shameless
- Thomas Middleditch – Silicon Valley

#### Beste Hauptdarstellerin in einer Comedyserie
Julia Louis-Dreyfus – Veep – Die Vizepräsidentin (Veep)
- Ellie Kemper – Unbreakable Kimmy Schmidt
- Laurie Metcalf – Getting On – Fiese alte Knochen (Getting On)
- Tracee Ellis Ross – Black-ish
- Amy Schumer – Inside Amy Schumer
- Lily Tomlin – Grace and Frankie

#### Bester Nebendarsteller in einer Comedyserie
Louie Anderson – Baskets
- Andre Braugher – Brooklyn Nine-Nine
- Ty Burrell – Modern Family
- Tituss Burgess – Unbreakable Kimmy Schmidt
- Tony Hale – Veep – Die Vizepräsidentin (Veep)
- Keegan-Michael Key – Key & Peele
- Matt Walsh – Veep – Die Vizepräsidentin (Veep)

#### Beste Nebendarstellerin in einer Comedyserie
Kate McKinnon – Saturday Night Live
- Anna Chlumsky – Veep – Die Vizepräsidentin (Veep)
- Gaby Hoffmann – Transparent
- Allison Janney – Mom
- Judith Light – Transparent
- Niecy Nash – Getting On – Fiese alte Knochen (Getting On)

### Sparte Drama

#### Beste Dramaserie
Game of Thrones
- The Americans
- House of Cards
- Downton Abbey
- Better Call Saul
- Mr. Robot
- Homeland

#### Bester Hauptdarsteller in einer Dramaserie
Rami Malek – Mr. Robot
- Kyle Chandler – Bloodline
- Bob Odenkirk – Better Call Saul
- Matthew Rhys – The Americans
- Liev Schreiber – Ray Donovan
- Kevin Spacey – House of Cards

#### Beste Hauptdarstellerin in einer Dramaserie
Tatiana Maslany – Orphan Black
- Viola Davis – How to Get Away with Murder
- Claire Danes – Homeland
- Taraji P. Henson – Empire
- Keri Russell – The Americans
- Robin Wright – House of Cards

#### Bester Nebendarsteller in einer Dramaserie
Ben Mendelsohn – Bloodline
- Jonathan Banks – Better Call Saul
- Peter Dinklage – Game of Thrones
- Kit Harington – Game of Thrones
- Michael Kelly – House of Cards
- Jon Voight – Ray Donovan

#### Beste Nebendarstellerin in einer Dramaserie
Maggie Smith – Downton Abbey
- Emilia Clarke – Game of Thrones
- Lena Headey – Game of Thrones
- Maura Tierney – The Affair
- Maisie Williams – Game of Thrones
- Constance Zimmer – UnREAL

### Sparte Miniserie bzw. Fernsehfilm

#### Beste Miniserie
American Crime Story
- American Crime
- Fargo
- The Night Manager
- Roots

#### Bester Fernsehfilm
Sherlock: Die Braut des Grauens (The Abominable Bride)
- All the Way
- Confirmation
- Luther
- A Very Murray Christmas

#### Bester Hauptdarsteller in einer Miniserie oder einem Fernsehfilm
Courtney B. Vance – American Crime Story
- Bryan Cranston – All the Way
- Benedict Cumberbatch – Sherlock: Die Braut des Grauens (The Abominable Bride)
- Idris Elba – Luther
- Cuba Gooding junior – American Crime Story
- Tom Hiddleston – The Night Manager

#### Beste Hauptdarstellerin in einer Miniserie oder einem Fernsehfilm
Sarah Paulson – American Crime Story
- Kirsten Dunst – Fargo
- Felicity Huffman – American Crime
- Audra McDonald – Lady Day at Emerson’s Bar & Grill
- Lili Taylor – American Crime
- Kerry Washington – Confirmation

#### Bester Nebendarsteller in einer Miniserie oder einem Fernsehfilm
Sterling K. Brown – American Crime Story
- Hugh Laurie – The Night Manager
- Jesse Plemons – Fargo
- David Schwimmer – American Crime Story
- John Travolta – American Crime Story
- Bokeem Woodbine – Fargo

#### Beste Nebendarstellerin in einer Miniserie oder einem Fernsehfilm
Regina King – American Crime
- Kathy Bates – American Horror Story
- Olivia Colman – The Night Manager
- Melissa Leo – All the Way
- Sarah Paulson – American Horror Story
- Jean Smart – Fargo

### Sparte Varieté- und Reality-Sendungen

#### Beste Varietésendung
Last Week Tonight with John Oliver
- Comedians in Cars Getting Coffee
- Jimmy Kimmel Live!
- The Late Late Show with James Corden
- Real Time with Bill Maher
- The Tonight Show Starring Jimmy Fallon

#### Beste Reality-TV-Wettbewerbssendung
The Voice
- The Amazing Race
- American Ninja Warrior
- Dancing with the Stars
- Project Runway
- Top Chef

## Creative Arts Emmy Awards (Auswahl)
Die Creative Arts Emmy Awards wurden am 10. und 11. September 2016 von der Television Academy vergeben. Die Preisverleihung fand damit erstmals über zwei Abende hinweg statt. Ausgezeichnet wurden hierbei klassische Produktionen, aber auch spezielle Formate und zudem weitere an den Produktionen beteiligte Personen, wie Regisseure, Kostümbildner, Kameraleute und Tontechniker. Zu den großen Gewinnern bei der Verleihung der Creative Arts Emmy Awards gehörten Game of Thrones, Making a Murder und Grease Live!.

### Bester Gastdarsteller in einer Dramaserie
Hank Azaria – Ray Donovan
- Mahershala Ali – House of Cards
- Reg E. Cathey – House of Cards
- Michael J. Fox – Good Wife (The Good Wife)
- Paul Sparks – House of Cards
- Max von Sydow – Game of Thrones

### Beste Gastdarstellerin in einer Dramaserie
Margo Martindale – The Americans
- Ellen Burstyn – House of Cards
- Allison Janney – Masters of Sex
- Laurie Metcalf – Horace and Pete
- Molly Parker – House of Cards

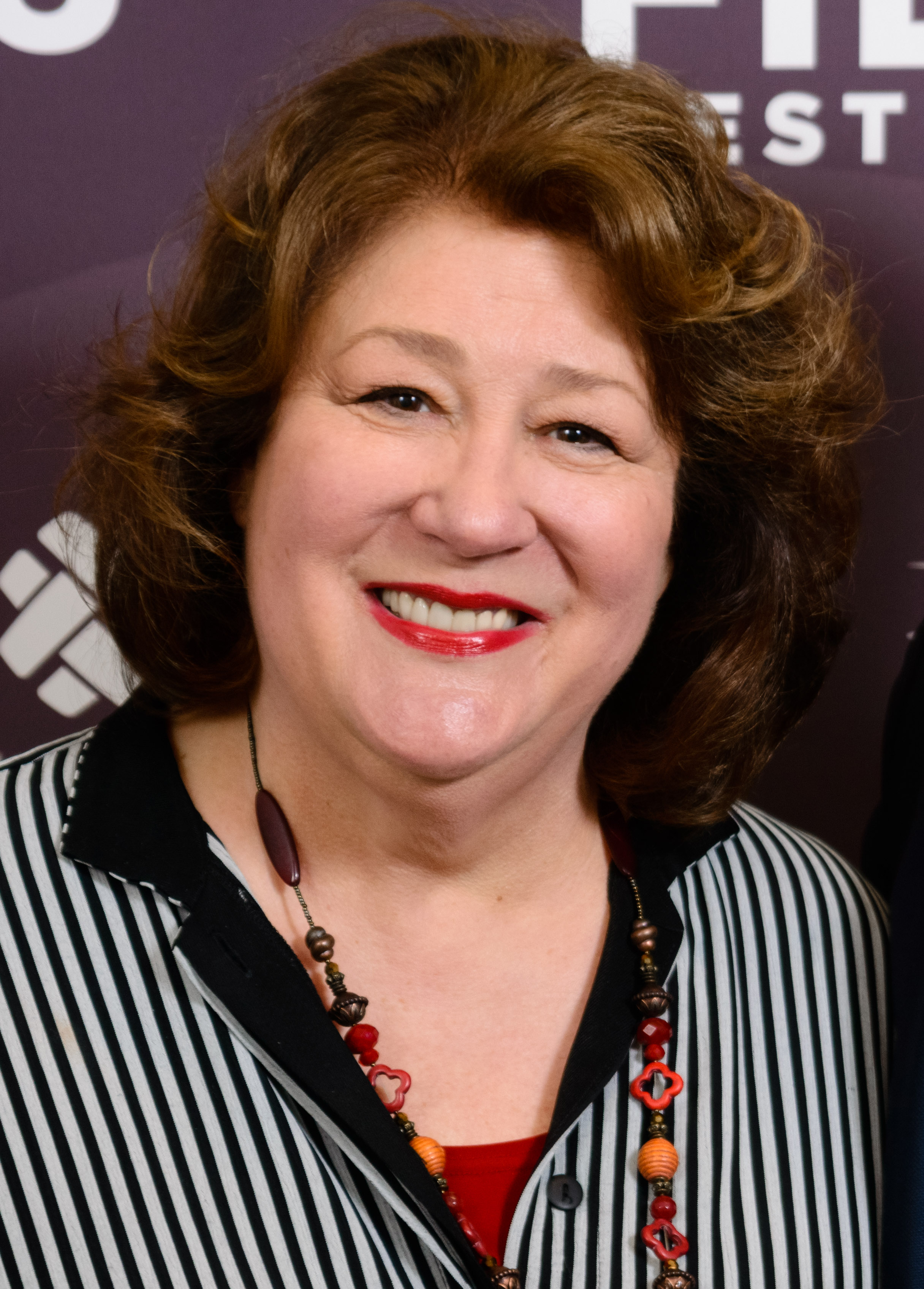
Bereits als beste Nebendarstellerin in einer Dramaserie ausgezeichnet, nun als beste Gastdarstellerin: Margo Martindale

- Carrie Preston – Good Wife (The Good Wife)

### Bester Gastdarsteller in einer Comedyserie
Peter Scolari – Girls
- Larry David – Saturday Night Live
- Tracy Morgan – Saturday Night Live
- Martin Mull – Veep – Die Vizepräsidentin (Veep)
- Bob Newhart – The Big Bang Theory
- Bradley Whitford – Transparent

### Beste Gastdarstellerin in einer Comedyserie
Tina Fey und Amy Poehler – Saturday Night Live
- Christine Baranski – The Big Bang Theory
- Melora Hardin – Transparent
- Melissa McCarthy – Saturday Night Live
- Laurie Metcalf – The Big Bang Theory
- Amy Schumer – Saturday Night Live

### Beste Kindersendung
It’s Your 50th Christmas, Charlie Brown!
- Hund mit Blog (Dog with a Blog)
- Das Leben und Riley (Girl Meets World)
- Nick News with Linda Ellerbee
- School of Rock

### Beste Animationsserie
Archer
- Bob’s Burgers
- Phineas und Ferb (Phineas and Ferb)
- Die Simpsons (The Simpsons)
- South Park

### Beste Unterhaltungsshow
Grease: Live!
- Golden Globe Awards 2016
- Oscarverleihung 2016
- Super Bowl 50 Halbzeitshow
- Tony Awards 2015